# Tentazioni di sant'Antonio (Bosch)

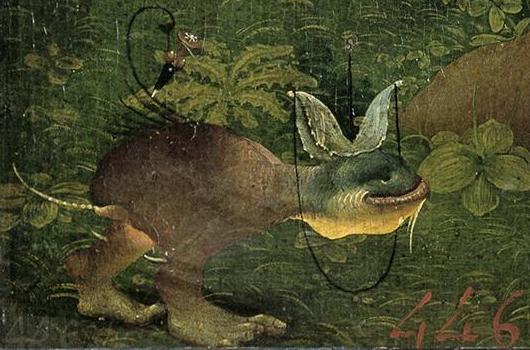
Un dettaglio

Le Tentazioni di sant'Antonio è un dipinto a olio su tavola (70x51 cm) attribuito a Hieronymus Bosch o ad un suo seguace, databile al 1500-1525 circa e conservato nel Museo del Prado di Madrid.

## Storia
L'opera si trovava nel monastero dell'Escorial, senza essere però citata negli inventari antichi, e da qui venne trasferita nelle collezioni del Prado. Puyvelde la considerò tra le Tentazioni inviate al monastero da Filippo II di Spagna nel 1574.
Questa tavola non deve confondersi con il trittico realizzato da Bosch, avente lo stesso soggetto, attualmente conservato nel Museo nazionale d'arte antica di Lisbona. Il dipinto di Madrid è molto più sereno rispetto all'agitazione che regna nel trittico.
È uno dei dipinti riferibile agli ultimi anni di Bosch, anche se, come il resto delle altre sue opere, non possiede una data precisa. Friedländer propose il 1490; altri la datarono nell'anno 1500, mentre oggi la si colloca negli anni 1500-1525. Non è certo però che si tratti di un'opera autografa di Bosch: secondo alcuni, potrebbe essere opera di un imitatore o di un suo allievo, a giudicare dalla qualità pittorica inusualmente appiattita.

## Descrizione e stile
Il dipinto è dedicato a uno dei soggetti preferiti dal Bosch: Antonio abate, il primo eremita, che riuscì a resistere agli attacchi del demonio, come riferiscono la Vita di sant'Antonio di Atanasio e la Legenda Aurea di Jacopo da Varagine. Per quanto riguarda le fonti iconografiche dell'opera, secondo Combe, l'artista si ispirò alle scene di contemplazione fornite dagli scritti mistici di Ruysbroeck e alle litografie del Exercitium super Pater noster, legate alla confraternita dei Fratelli della Vita Comune a cui era vicino. In una di tali stampe, edite in una ristampa nel 1445-1450, si vede in particolare un confratello similmente in meditazione all'aperto, presso un ruscelletto e una capanna.
Il santo, in primo piano vicino all'inseparabile maialetto, non appare distratto dai demòni che lo circondano, accompagnati dalle tentazioni rappresentate in vari modi: coltelli sbeccati, scale, carri del diavolo, frammenti di armatura, piccoli demòni-grilli. Questi tipici elementi del repertorio fantasioso di Bosch appaiono però in questa tavola privi di sfrenatezza, placati e più statici.
Antonio è imbacuccato nel saio, dove si legge una croce a forma di Tau, sotto la cavità di un albero su cui poggia un precario tetto fatto di paglia. Gli è di fronte un ruscello, da cui prendono vita numerose figure demoniache.
Lo sfondo è composto da una serie di "terrazze" di paesaggio, dai toni verdi e giallognoli, con soavi azzurri verso l'orizzonte, dove oltre le cime degli alberi spuntano le punte di torri aguzze.